# عبدة (بلدة)
عبدة هي بلدة بدوية تقع القسم الجنوبي من النقب وتسكانها عشائر العزازمة والظلام. يبلغ عدد سكانها 5000 شخص يقع على أراضيها آثار مدينة عبدة التاريخية. ويكثر في المنطقة تواجد حيوان الوعل (الماعز الجبلية).